# Szklany zamek
Szklany zamek (ang. The Glass Castle) – autobiograficzny pamiętnik amerykańskiej pisarki i dziennikarki Jeannette Walls, który opublikowany został w 2005 roku. Autorka emocjonalnie opisuje w nim swoje dzieciństwo, w którym cierpiała głód, nędzę, a nawet bezdomność. Z winy własnych rodziców, którzy uparcie odmawiali ustabilizowania się i zapewnienia dzieciom godziwych warunków życia, Jeannette Walls przeszła gehennę w szkole i środowisku, w którym się wychowała. Tylko dzięki własnej determinacji osiągnęła sukces zawodowy oraz szczęście w życiu osobistym.

## Opis fabuły
Ojciec Jeannette, Rex Walls, był nieuleczalnym alkoholikiem, wizjonerem, pasjonatem fizyki i nieschematycznych rozwiązań matematycznych, typem Don Kichota, walczącego z nieistniejącymi wiatrakami, groteskowo przeceniającym swój wpływ na losy świata. Matka, Rose Mary Walls, uważała się za artystkę i rzeczywiście obdarzona była talentem malarskim. Jako żona i matka czworga dzieci była jednak osobą skrajnie nieodpowiedzialną i egocentryczną. Dzieci Wallsów – Lori, Jeannette, Brian i Maureen – wychowywane były więc przez ludzi, którzy mogliby stworzyć im bezpieczny dom, gdyby nie byli obsesyjnie zajęci sobą i swoimi wizjami. Matka, gruntownie wykształcona, była nauczycielką, ale rzadko pracowała na stałym etacie w szkole. Spędzała czas malując, pisząc wiersze, opowiadania, spisując swoje złote myśli i zbierając w literacką całość swoją filozofię życiową. Nie interesowała się tym, czy dzieci mają co jeść, jak są ubrane, kiedy się myły, natomiast nieustannie wpajała im pompatyczne idee równości międzyludzkiej, tolerancji, namawiała do bycia kreatywnym. Dom Wallsów był ruiną, wielkim wysypiskiem śmieci i pośmiewiskiem. Nawet w ubogich miasteczkach górniczych, w których nikt nie był bogaty, Wallsowie byli uważani za najgorszych. Rex Walls był marzycielem, ogarniętym nierealnymi fantazjami, typu „szklany zamek” – idealny dom dla niego i jego rodziny, którego nigdy nie zaczął budować. Mimo swoich nałogów – alkoholizmu, hazardu, regularnych wizyt w domach publicznych i barach – ojciec bardziej troszczył się o dzieci niż matka, która na co dzień przebywała z nimi w domu. Rex pracował nieregularnie, dorywczo, ale jednak przynosił do domu minimalne zarobki, z których większą część przepijał lub przegrywał w pokera. Mimo to znajdował czas na opowiadanie dzieciom o konstelacjach gwiezdnych, matematyce, biologii, fizyce. Szczególne silne było przywiązanie Jeannette do ojca, jej starsza siostra Lori była bliższa matce, z którą łączyła ją fascynacja malarstwem.
Z koszmaru dzieciństwa udało się Wallsom uciec tylko dzięki wielkiej determinacji Jeannette i Lori. Jako nastolatki imały się każdej pracy – opieki nad dziećmi, asystowania w sklepie, sprzątania – aby uzbierać pieniądze na wyjazd do Nowego Jorku. Wierzyły, że tylko tam może im się udać. Lori spełniła swoje marzenie w wieku 17 lat, Jeannette dołączyła do niej rok później. Z rodzinnego miasteczka zabrały ze sobą świadectwa z najlepszymi ocenami. Lori posiadała ponadto imponujące portfolio z własnymi rysunkami, Jeannette natomiast doświadczenie w lokalnej gazecie, które zaowocowało w Nowym Jorku dobrą pracą i wpłynęło na wybór szkoły. Siostry uczyły się i jednocześnie pracowały. Jeannette zatrudniona została w redakcji prestiżowej gazety, zaczęła prowadzić spokojne, dostatnie życie. Brian przybył do Nowego Jorku wkrótce po nich, został policjantem. Małą Maureen rodzeństwo kształciło w dobrych szkołach na Manhattanie, jednak już jako nastolatka uzależniła się od narkotyków, cierpiała na przewlekłe depresje, mieszkała z rodzicami w opuszczonych budynkach, w końcu wyjechała do Kalifornii i ślad po niej zaginął. Rex i Rose również sprowadzili się do Nowego Jorku i z własnej woli zostali bezdomnymi. Mieszkali w opustoszałych domach, Rex zawsze pijany (matka alkoholu nie piła). Nigdy nie przyjęli żadnej pomocy od dzieci, sporadycznie pozwalali się tylko zaprosić na obiad. Ich życie było ich wyborem.
Jeannette już jako kobieta niezależna, zamężna i ustatkowana odkryła fakt, że matka pochodząca z tak zwanej „dobrej rodziny” przez cały czas była właścicielką odziedziczonej ziemi w Teksasie. Nikt nigdy nie przywiązywał do tego wagi, kiedy jednak zmarł brat matki, wyszło na jaw, ile warta była ta ziemia. Znajdowały się na niej złoża ropy naftowej i matka raz w roku otrzymywała pewną kwotę za dzierżawę, ale gdyby sprzedała swoją ziemię, otrzymałaby nawet milion dolarów. Nie zrobiła tego, mimo że rozwiązałoby to wszystkie problemy finansowe jej rodziny.